# Мелиза Харадинай-Стубла
Мелиза Харадинай-Стубла (албански: Meliza Haradinaj-Stublla) е косовска политичка от албански произход. Бивша председателка на Алианса за бъдещето на Косово и бивша министърка на външните работи на Косово (2020 – 2021).

## Биография
Родена е през 1984 г. в град Прищина, Социалистическа република Сърбия, СФРЮ. Учи публична политика в Американския университет в Косово, след което получава стипендия „Чивнинг“ и учи дипломация в Оксфордския университет, Англия. От 2009 до 2013 г. е общинска съветничка в Прищина. По-късно става политически съветник в правителството на косовския премиер Рамуш Харадинай (2017 – 2019).
На 3 юни 2020 г. е назначена за министър на външните работи и косоварите в чужбина в правителството на Авдула Хоти. По време на нейното управление през февруари 2021 г. Косово официално установява дипломатически отношения с Израел. Части от споразумението включват хуманитарна подкрепа за Косово от Израел и обещание от страна на Косово да разположи бъдещото си посолство в Йерусалим, а не в Тел Авив.
На 9 март 2021 г. тя подава оставка като министър на външните работи на Косово, а също и като ръководител на Алианса за бъдещето на Косово, поради обвинения, че съпругът ѝ е подкупвал избирателни служители, за да осигури избирането ѝ за депутат. Тя смята оставката си като необходима, за да работи по правната си защита, и характеризира обвиненията като клевета.